# فرودگاه نوردئوست‌پلدر
 فرودگاه نوردوستپولدر (به انگلیسی: Noordoostpolder Airport) (به زبان بومی: Vliegveld Noordoostpolder) یک فرودگاه همگانی است . این فرودگاه در شهر املورد کشور هلند قرار دارد .